# Michael Harriman
Michael Grant Harriman (ur. 23 października 1992 w Chichester) – irlandzki piłkarz występujący na pozycji obrońcy w Luton Town, do którego jest wypożyczony z Queens Park Rangers.